# Veuxhaulles-sur-Aube
Veuxhaulles-sur-Aube – miejscowość i gmina we Francji, w regionie Burgundia-Franche-Comté, w departamencie Côte-d’Or.
Według danych na rok 1990 gminę zamieszkiwało 305 osób, a gęstość zaludnienia wynosiła 16 osób/km² (wśród 2044 gmin Burgundii Veuxhaulles-sur-Aube plasuje się na 610. miejscu pod względem liczby ludności, natomiast pod względem powierzchni na miejscu 483.).